# Greenidea photiniphaga
Greenidea photiniphaga är en insektsart som beskrevs av Raychaudhuri, D.N., M.R. Ghosh, Banerjee och A.K. Gh. Greenidea photiniphaga ingår i släktet Greenidea och familjen långrörsbladlöss. Inga underarter finns listade i Catalogue of Life.